# كأس العالم للرغبي 2023
بطولة كأس العالم للرجبي لعام 2023 التي استضافتها فرنسا، هي كأس العالم للرجبي العاشر، الذي أُقيم في عام الذكرى المئوية ل «اختراع» هذه الرياضة من قبل ويليام ويب إليس من 8 سبتمبر إلى 21 أكتوبر. وجرت المباراة النهائية في ملعب فرنسا.

## الملاعب
مواقع الملاعب 9 المدرجة مؤقتا.